# آني باتيكيان
آني باتيكيان ( (بالأرمنية: Անի Բատիկյան) من مواليد 22 نوفمبر 1982)؛ هي عازفة كمان أرمنية تعيش حاليا في إنجلترا .

## التعليم
بدأت باتيكيان تعليمها في معهد يريفان كونسرفتوار في عام 1998؛ أي منذ كانت في الخامسة عشرة فقط  سنة، حصلت على شهادة البكالوريوس في عام 2002 ، ثم شهادة الدراسات العليا مع مرتبة الشرف في عام 2003.
حصلت على منحة دراسية كاملة للدراسة في الأكاديمية الملكية للموسيقى في لندن حيث نالت أعلى جائزة عن عزف الكمان. ثم في عام 2006 مكنتها منحة دراسية دولية كاملة من مواصلة دراستها في الأكاديمية الملكية الاسكتلندية للموسيقى والدراما برئاسة البروفيسور بيتر ليسوير.
قادها حب الموسيقى إلى الدراسة في كريمونا في إيطاليا فكانت طالبة في سالفاتور أكاردو. ودرست على يد هنريك سمباتيان وبيتر ليسوير وهو كون. كما تلقت إرشادات من توماس برانديز وتيبور فارغا وبيير أميويال وزفي تسيتلين وسيلفيا روزنبرغ.
حصدت آني العديد من الجوائز. من بينها جائزة ديوار، كما غنت في حفل جوائز ديوار للفنون في الذكرى الخامسة التي عقدت في البرلمان الإسكتلندي. وحلت ضيفة على برنامج Sean Rafferty على راديو بي بي سي 3 "In Tune" ، كما تم بثه على إذاعة بي بي سي في اسكتلندا وقدمت حفلات موسيقية منفردة في قاعة كادوغان في لندن، وناشونال بورتريه غاليري في لندن، و Edinburgh's Usher Hall ، و Oxford Sheldonian Theatre ، استوديوهات غلين جولد في تورنتو، وسانت مارتن إن فيلدز بلندن وسانت جيمس بيكاديللي وساحة سانت جون سميث.
عملت آني أيضًا محاضرة للكمان في الأكاديمية الملكية الاسكتلندية للموسيقى والدراما من 2007 إلى 2012.

## الجوائز والجوائز
فازت آني بالعديد من الجوائز منها:
- جائزة هيلدا بيلي
- جائزة ديفيد نوكس التذكارية
- جائزة دنبار-جربر
- جائزة مابل جلوفر الرباعية
- جائزة المحافظين لموسيقى الحجرة
- جائزة ويلفريد باري
- جائزة مارجوري هايوارد
- جائزة ديوار للفنون (2007) [5]

## روابط خارجية
- الموقع الرسمي